# Thomson (Georgia)
Thomson es una ciudad ubicada en el condado de McDuffie en el estado estadounidense de Georgia. En el año 2000 tenía una población de 6.828 habitantes.

## Geografía
Thomson se encuentra ubicada en las coordenadas 33°28′2″N 82°29′58″O / 33.46722, -82.49944 (33.467346, -82.499450).
Según la Oficina del Censo, la localidad tiene un área total de 10,2 km² (3,9 mi²), de la cual 10,2 km² (3,9 mi²) es tierra y 0 km² (0 mi²) (0.00%) es agua.

## Demografía
Según la Oficina del Censo en 2000 los ingresos medios por hogar en la localidad eran de $23,179, y los ingresos medios por familia eran $30,015. Los hombres tenían unos ingresos medios de $25,882 frente a los $20,607 para las mujeres. La renta per cápita para la localidad era de $14,976. 

## Personajes
En esta localidad, nació el bluesman Blind Willie McTell.